# Amtssprachenkommissariat
Das Amtssprachenkommissariat (engl. Office of the Commissioner of Official Languages, frz. Commissariat aux langues officielles) ist eine Behörde der Regierung Kanadas, die für die Durchsetzung und Förderung des Amtssprachengesetzes zuständig ist. Sie hat den Auftrag, Beschwerden von Bürgern entgegenzunehmen, Untersuchungen zu führen und Empfehlungen betreffend den Status der beiden Amtssprachen auszusprechen.
Das im Jahr 1988 revidierte Amtssprachengesetz gibt der Behörde und dem Kommissar, dessen Amtszeit sieben Jahre dauert, drei Hauptaufgaben: Sicherstellung der Gleichheit von Englisch und Französisch innerhalb der kanadischen Bundesverwaltung und in vom Gesetz betroffenen Behörden, Erhalt und Entwicklung der sprachlichen Gemeinschaften und Sicherstellung der Gleichheit von Englisch und Französisch in der kanadischen Gesellschaft als Ganzes.

## Amtssprachenkommissare
- Keith Spicer, 1970–1977
- Maxwell Yalden, 1977–1984
- D’Iberville Fortier, 1984–1991
- Victor C. Goldbloom, 1991–1999
- Dyane Adam, 1999–2006
- Graham Fraser, seit 2006